# Alan F. Mitchell
Alan F. Mitchell (4 de noviembre de 1922 – 3 de agosto de 1995) fue un dasónomo, dendrólogo, botánico inglés, y autor de varios libros sobre árboles.
Casi sin ayuda, midió cada árbol notable en las islas británicas, creando el Registro de Árboles de las islas británicas (acrónimo en inglés T.R.O.B.I.), que mantenía un registro de más de 100.000 árboles notables individuales en el momento de su muerte.
Durante la Segunda Guerra Mundial, sirvió en el Arma Aérea, en el Lejano Oriente. Volviendo en un transporte de tropas en el mar Rojo al final de la guerra, meditaba su futuro y decidió que sería el estudio de árboles.
Su libro de 1987 The Guide to Trees of Canada and North America lo dedicó a su hermana Christine. El libro hace referencia oblicua ocasional a un viaje a América del Norte en 1976.
La regla de Mitchell argumenta: "Si hay tocones o troncos cerca, el conteo de los anilloss anuales y la medición de la circunferencia de troncos se encuentran las tasas locales de crecimiento".

## Algunas publicaciones
- 1968. Westonbirt in colour. Forestry Commission guide. Editor H. M. Stationery Off. 25 pp.

- 1972. Conifers in the British Isles. A Descriptive Handbook. Forestry Commission Booklet 33

- 1974. A Field Guide to the Trees of Britain and Northern Europe. Collins. ISBN 0-00-212035-6

- 1980. Native British Trees. Forestry Commission Research Information Note, 53/80/SILS Forestry Commission, Edinburgh

- 1981. The Gardener's Book of Trees, illustrated by Joanna Langhorne. J.M. Dent, Londres. ISBN 0-460-86085-2. 1.ª publicac. en papel, corregida, 1993

- 1982. The Trees of Britain and Northern Europe. Collins. ISBN 0-00-219037-0 (hbk) ISBN 0-00-219035-4 (pbk)

- 1984. Decorative trees for country, town, and garden. Con John Jobling. Edición ilustrada de H.M.S.O. 146 pp. ISBN 0117100382

- 1985. Champion Trees in the British Isles, con V. E. Hallett & J. E. J. White. Forestry Commission Field Book 10

- 1987. The Guide to Trees of Canada and North America, ilustró David More. Dragon's World, Limpsfield & Londres. ISBN 1-85028-053-3 (hbk)

- 1988. Trees of Britain & Northern Europe: Over 1,500 Illustrations in Colour. Pocket Guide Series. Con John Wilkinson. 2.ª ed. ilustrada, reimpresa de HarperCollins UK, 288 pp. ISBN 0002198576

- 1994. Trees of North America. Science Nature Guides. Ilustró David More. Edición ilustrada de Thunder Bay Press, 81 pp. ISBN 185028265X

- 1996 (póstumo). Alan Mitchell's Trees of Britain. HarperCollins. 368 pp. ISBN 0-00-219972-6

## Honores
- 1976: medalla de Oro por Servicio Distinguido al Manejo Forestal, por la Real Sociedad Forestal de Inglaterra, Gales, e Irlanda del Norte; durante un encuentro de la Sociedad en Westonbirt. (From a tribute by Esmond Harris, Quarterly Journal of Forestry, enero de 1996, pp. 67).

- La abreviatura «A.F.Mitch.» se emplea para indicar a Alan F. Mitchell como autoridad en la descripción y clasificación científica de los vegetales.[1]